# Ulrike Maisch
Ulrike Maisch (21 gennaio 1977) è un'ex maratoneta tedesca.

## Palmarès
| Anno | Manifestazione    | Sede     | Evento       | Risultato | Prestazione | Note |
| ---- | ----------------- | -------- | ------------ | --------- | ----------- | ---- |
| 1996 | Mondiali juniores | Sydney   | 3000 m piani | Batteria  | 9'30"82     |      |
| 1996 | Mondiali juniores | Sydney   | 5000 m piani | 14ª       | 17'18"17    |      |
| 2002 | Europei           | Monaco   | Maratona     | 8ª        | 2h36'41     |      |
| 2003 | Mondiali          | Parigi   | Maratona     | 20ª       | 2h31'21     |      |
| 2004 | Giochi olimpici   | Atene    | Maratona     | dnf       | dnf         |      |
| 2006 | Europei           | Göteborg | Maratona     | Oro       | 2h30'01     |      |
| 2009 | Mondiali          | Berlino  | Maratona     | dnf       | dnf         |      |